# Suuri Harijärvi
Suuri Harijärvi är en sjö i kommunen Kontiolax i landskapet Norra Karelen i Finland. Den är 10,5 meter djup. Arean är 40 hektar och strandlinjen är 4,54 kilometer lång. Sjön  ingår i Vuoksens huvudavrinningsområde.   Den ligger omkring 43 kilometer norr om Joensuu och omkring 400 kilometer nordöst om Helsingfors. 